# Ruy Belo
Rui de Moura Ribeiro Belo (São João da Ribeira, Rio Maior, 27 de fevereiro de 1933 — Queluz, Sintra, 8 de agosto de 1978) foi um poeta e ensaísta português.

## Carreira
Nasceu em 1933 em São João da Ribeira, frequentou o Liceu de Santarém. 
Em 1951 entrou para a Universidade de Coimbra como estudante de Direito, aderindo pouco depois à Opus Dei. Terminado o curso de Direito, já na Faculdade de Direito de Lisboa.  No ano de 1956, partiu para Roma, onde estudou na Universidade S. Tomás de Aquino (Angelicum). Em 1958 com uma tese intitulada "Ficção Literária e Censura Eclesiástica", o seu doutoramento em Direito Canónico. 
Regressado a Portugal, foi diretor literário da Editorial Aster. A seguir foi chefe de redação da revista Rumo. Em 1961 entrou como investigador na Faculdade de Letras de Lisboa, com uma bolsa da Fundação Calouste Gulbenkian. 
Em  1966 casa-se com Maria Teresa Carriço Marques, nascendo deste casamento três filhos Diogo (1967), Duarte (1968) e Catarina (1974). 
Exerceu, ainda que brevemente, um cargo de diretor-adjunto no então Ministério da Educação Nacional, mas o seu relacionamento com opositores ao regime da época, a participação na greve académica de 1962 e a sua candidatura a deputado, em 1969, pelas listas da Comissão Eleitoral de Unidade Democrática, levaram a que as suas atividades fossem vigiadas e condicionadas. 
Entretanto abandonou a Opus Dei e trocou Lisboa por Madrid, aceitando o cargo de leitor de Português, que desempenhou desde 1971 até 1977. Regressado, a Portugal, foi-lhe recusado pelo regime democrático a possibilidade de lecionar na Faculdade de Letras de Lisboa, virando-se então para a Escola Secundária de Ferreira Dias, onde lecionava no ensino noturno. 
Apesar do curto período de atividade literária, Ruy Belo tornou-se um dos maiores poetas portugueses da segunda metade do século XX, tendo as suas obras sido reeditadas diversas vezes. Os seus primeiros livros de poesia foram Aquele Grande Rio Eufrates de 1961 e O Problema da Habitação de 1962.  Às coletâneas de ensaios Poesia Nova  de 1961 e Na Senda da Poesia de 1969, seguiram-se obras cuja temática se prende ao religioso e ao metafísico, sob a forma de interrogações acerca da existência. É o caso de Boca Bilingue de 1966, Homem de Palavra(s) de 1969, País Possível de 1973, antologia), Transporte no Tempo de 1973, A Margem da Alegria de 1974, Toda a Terra de 1976, Despeço-me da Terra da Alegria de 1977 e Homem de Palavra(s), 2ª edição de 1978. O versilibrismo dos seus poemas conjuga-se com um domínio das técnicas poéticas tradicionais. 
Destacou-se ainda pela tradução de autores como Antoine de Saint-Exupéry, Blaise Cendrars, Raymond Aron, Montesquieu, Jorge Luís Borges e Federico García Lorca. De Antoine de Saint-Exupéry traduz Piloto de Guerra e Cidadela e Cidadela; de Blaise Cendrars traduz Moravagine; de Jorge Luís Borges traduz Os Poemas Escolhidos e de Dona Rosinha a Solteira ou a Linguagem das Flores. 
A sua obra, organizada em três volumes sob o título Obra Poética de Ruy Belo, em 1981, foi, entretanto, alvo de revisitação crítica, sendo considerada uma das obras cimeiras, apesar da brevidade da vida do poeta, da poesia portuguesa contemporânea.
Morreu repentinamente aos 45 anos, em Queluz.

## Reconhecimento
Em 1991 foi condecorado, a título póstumo, com o grau de Grande-Oficial da Ordem Militar de Sant'iago da Espada.
O seu nome foi dado ao agrupamento de escolas de Monte Abrão. 
José Mário Branco musicou o poema de Ruy Belo "Uma vez que já tudo se perdeu". A canção fez parte do alinhamento do primeiro álbum de Camané, Uma noite de fados, em 1995. Em 1997,  a canção fez também parte do álbum José Mário Branco ao vivo em 1997.

## Obras Seleccionadas
Entre as suas obras estão: 

### Obras poéticas
- Aquele Grande Rio Eufrates (1961)
- O Problema da Habitação (1962)
- Boca Bilingue (1966)
- Homem de Palavras (1969)
- Na senda da poesia (1969)
- Transporte no Tempo (1973)
- País Possível (1973)
- A Margem da Alegria (1974)
- Toda a Terra (1976)
- Despeço-me da Terra da Alegria (1977).
- Os estivadores (1974).
- Todos os Poemas (2001)

### Em espanhol
- Problema de la habitación, Ediciones Sequitur, Madrid, 2009. ISBN 978-84-95363-50-3